# مارك إندويلد
مارك إندويلد (بالفرنسية: Marc Endeweld)‏ هو صحفي فرنسي ولد 11 يونيو 1981 في أميان.

## سيرة شخصية
خريج معهد الدراسات السياسية في تولوز (2004) و مدرسة الدراسات العليا في العلوم الاجتماعية (EHESS)، وهو مؤلف العديد من الكتب الاستقصائية.

## الدراسات الاستقصائية

### التحقيقات في إيمانويل ماكرون
بعد تكريس أول تحقيق لإيمانويل ماكرون في أكتوبر 2014،نشر في نوفمبر 2015 كتاب يتتبع مسيرته المهنية، بعنوان السيد غامض ماكرون (ثم أعيد نشره في يناير 2018)، حيث يذكر ترشيح محتمل للوزير للانتخابات الرئاسية المقبلة في عام 2017.

## مؤلفات
- السيد غامض ماكرون، 2015.
- المناور الكبير، 2019.